# Шиловка (Красноуфимский округ)
Шиловка — деревня в Красноуфимском округе Свердловской области. Входила в состав Чувашковского сельсовета.

## История
В «Списке населённых мест Российской империи» 1869 года Шиловка упомянута как деревня Красноуфимского уезда Пермской губернии, при речке Агите, расположенная в 11 верстах от уездного города Красноуфимск. В деревне насчитывалось 42 двора и проживало 236 человек (112 мужчин и 124 женщины).

## География
Деревня находится в юго-западной части области, на расстоянии 18 километров к северо-востоку от города Красноуфимска, преимущественно на правом берегу реки Ачит — правого притока реки Бисерти, а также на южном берегу Шиловского пруда.
Абсолютная высота — 212 метров над уровнем моря.

## Население
| 2002 | 2010 | 2021 |
| ---- | ---- | ---- |
| 207  | ↘197 | ↘151 |

Согласно результатам переписи населения 2002 года, в национальной структуре населения русские составляли 88 % из 207 человек.

## Улицы
В Шиловке 5 улиц.